# Mischocyttarus rufidens
Mischocyttarus rufidens är en getingart som först beskrevs av Henri Saussure 1854.  Mischocyttarus rufidens ingår i släktet Mischocyttarus och familjen getingar. Inga underarter finns listade i Catalogue of Life.